# Yamaico Navarro
Yamaico Navarro Pérez (nacido el 31 de octubre de 1987 en San Pedro de Macorís) es un infielder dominicano de Grandes Ligas que se encuentra en la organización de los Sultanes de Monterrey de la liga del Verano.

## Carrera
Navarro fue firmado por el scout Pablo Lantigua. Comenzó su carrera profesional en 2006, con los Dominican Summer Red Sox. Bateó para .279 en 53 partidos. Al año siguiente, jugó para los Lowell Spinners, bateando para .289 en 62 partidos. En 2008, Navarro jugó para Greenville Drive (83 partidos) y Lancaster JetHawks (42 partidos), bateando un total combinado de .304 con 11 jonrones en 125 juegos. En 2009, volvió a jugar para los Spinners (cinco partidos), Salem Red Sox (23 partidos) y Portland Sea Dogs (39 partidos), bateando un total combinado de .240 en 67 partidos.  Navarro bateó para .275 con 11 jonrones para los Sea Dogs (88 partidos) y Pawtucket Red Sox (16 partidos)  antes de su llamada a filas el 20 de agosto de 2010.
Navarro fue agregado al roster de 40 jugadores de los Red Sox y llamado el 20 de agosto, cuando Dustin Pedroia fue enviado a la lista de lesionados. Navarro hizo su debut en Grandes Ligas contra los Azulejos de Toronto, ese mismo día.
El 2 de julio de 2011, Navarro conectó su primer jonrón contra el lanzador de los Astros de Houston J. A. Happ.
El 30 de julio de 2011, Navarro fue cambiado a los Reales de Kansas City, junto con el lanzador de liga menor Kendal Volz por el infielder Mike Avilés.
El 4 de agosto de 2011, Navarro remolcó su primera carrera con el un uniforme de los Reales de Kansas City, yéndose de 4-1 con un boleto y tres carreras impulsadas en la victoria por 9-4 sobre los Orioles de Baltimore.
Al día siguiente, Navarro fue enviado a Triple-A con Omaha Storm Chasers para dejar espacio en el roster a Johnny Giavotella. Navarro fue cambiado a los Piratas de Pittsburgh tras la temporada de 2011.